# トリオレット氷河
トリオレット氷河（イタリア語、Ghiacciaio di Triolet）は、アルプス山脈に存在する氷河の1つであり、周辺には他に幾つも氷河が見られる地域に位置する。また、スモーキークォーツの原石が採掘できる場所として知られる。

## 位置

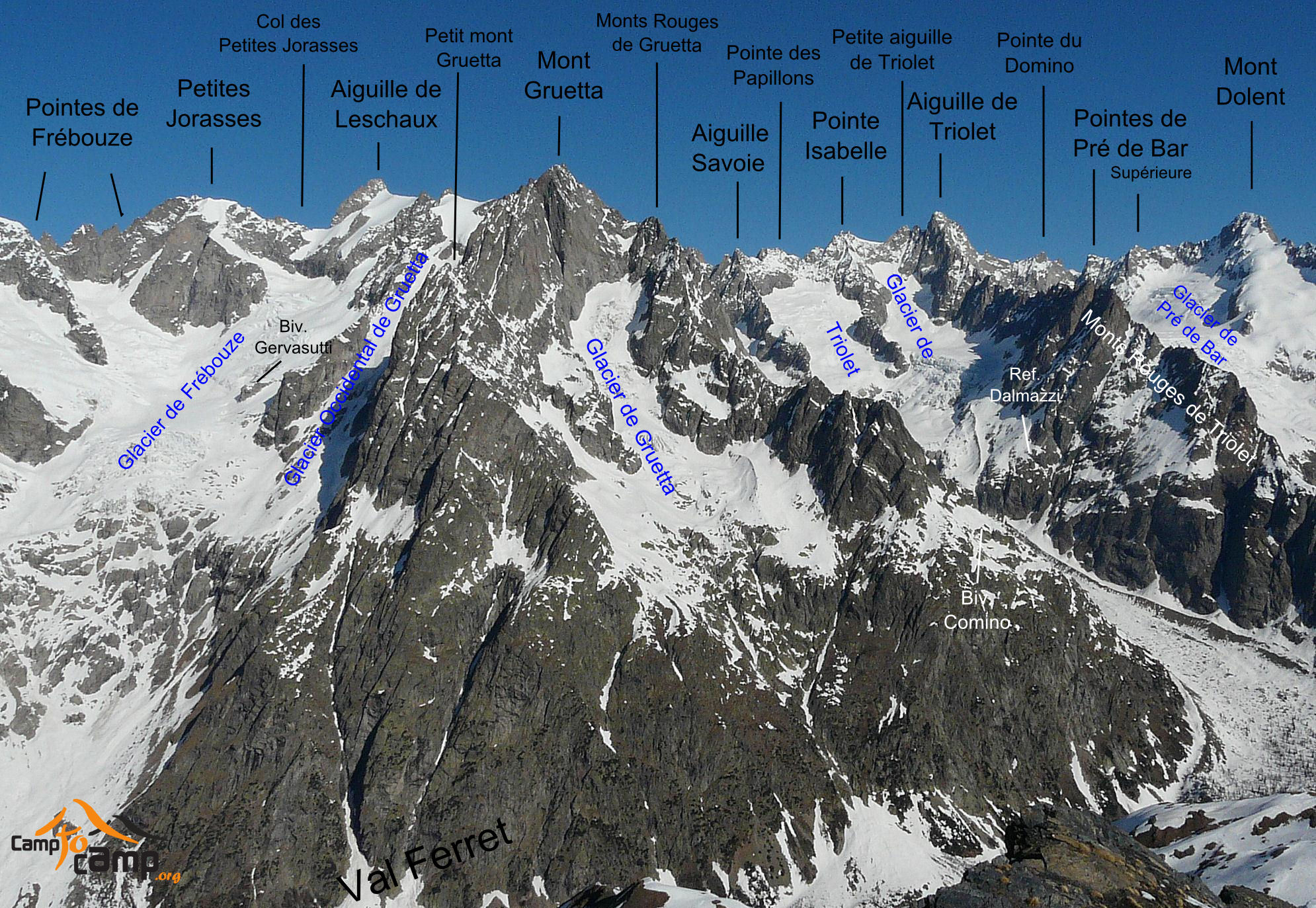
トリオレット氷河（Ghiacciaio di Triolet）と、その周辺の写真。

イタリアの北西部、フランスとスイスの国境に位置するヴァッレ・ダオスタ州にある、アオスタ渓谷に位置する。

## 交通
近くのエレナ小屋から臨むことが出来る。その氷河に直接行くことは禁止されていないので付近にあるモンブランに登山する時と同様、ある程度の装備は必要になるが、行くことが出来る。